# Morris Cerullo
Morris Cerullo (Passaic, 2 de outubro de 1931 – San Diego, 11 de julho de 2020) foi um televangelista pentecostal americano, fundador do Morris Cerullo Word Evangelism (MCWE). Em seu ministério, pregou em mais de 400 cidades de 93 nações.
Nasceu dentro de uma família russo-judaica e italiana, e após ficar órfão aos dois anos de idade, foi criado em um orfanato judaico ortodoxo em Clifton. Com 14 anos de idade, teria tido uma experiência sobrenatural e converteu-se ao cristianismo, motivo que levaria a perseguições e sua saída do orfanato, começando a pregar logo depois. Formou-se na Escola Bíblica Metropolitana de Nova York em Suffern, e recebeu doutorados honorários da Florida Beacon College e da Oral Roberts University. Após oito anos de ministério, fez sua primeira viagem missionária para o exterior. Iniciou o MCWE em 1961.
Cerullo foi casado com Theresa Cerullo, com a qual teve três filhos: David, Susan e Mark. Dentro do MCWE, Theresa serviu como secretária corporativa, gerente de escritório, impressora, contadora, recepcionista, gerente de pessoal, coordenadora de cruzada, diretora da Escola de Ministério, oficial de desenvolvimento, pregadora, professora, guerreira de oração e conselheira espiritual e pessoal de Dr. Morris Cerullo. É a presidente do Morris Cerullo World Evangelism.
Dr. Morris Cerullo dedicou-se a treinar pessoas para alcançar seu próprio país, conduzindo Escolas de Ministério em todo o mundo. Também voltou-se, desde 1967, a trabalhos com o Oriente Médio e Israel. O ministério forneceu ajuda humanitária à Etiópia, assistência médica na África Oriental e ajudou na construção de orfanatos no México. A base do MCWE está localizada na cidade de San Diego, e outros escritórios em Dallas, Londres, Ontário e Paris, com mais de 100 funcionários.
Para setores pentecostais e neopentecostais, as cruzadas ao redor do mundo e os alegados milagres tornaram Dr. Morris Cerullo um "gigante da fé" e uma das pessoas "que causaram um impacto significativo no mundo por meio do poder do Espírito Santo". Por isso, recebeu o prêmio Lifetime Global Impact, em maio de 2015, através do presidente da Oral Roberts University, Dr. William Wilson, e pelo superintendente geral da Assembleia de Deus, Dr. George O. Wood, no Congresso Global Empowered21, em Jerusalém, Israel.
Cerullo apresentava o programa de televisão Victory Today, lançado em 2011. Foi autor de mais de oitenta livros.
No final da década de 1980, após os escândalos que abalaram o ministério de Jim Bakker, outro famoso televangelista, Cerullo comprou seu canal de TV cristão, rebatizado como The Inspiration Networks. Em 2012, os registros anuais da empresa mostravam receitas totais de $ 94 milhões, dos quais quase $ 40 milhões vieram de doações. Do total, $ 91 milhões foram gastos em despesas.
Em 1991, as autoridades britânicas suspenderam a licença de uma estação de satélite para transmitir o programa de Cerullo. A reintegração aconteceu apenas depois da estação concordar em preceder o programa com o aviso de isenção diante das alegações feitas pelos participantes do programa, e aconselhando todas as pessoas doentes a procurar atendimento médico. Também no Reino Unido, a alegada cura de Audrey Reynolds de epilepsia, em uma cruzada de Cerullo em 1992, e sua subsequente morte seis dias depois, ao não tomar seus remédios, resultou em um inquérito. Em 1996, Cerullo retirou-se da Aliança Evangélica da Grã-Bretanha, depois que a Advertising Standards Authority apresentou quatro queixas contra ele relacionadas às suas alegações de que poderia curar os enfermos e deficientes.
Em 1992, Cerullo teria sido expulso da Índia, após distúrbios em uma de suas cruzadas, quando membros da multidão desafiaram a eficácia de seu poder de cura e o acusaram de charlatanismo.
Em 2000, ex-funcionários processaram Cerullo, alegando terem sido demitidos após questionar sua arrecadação de fundos. Além da acusação de “técnicas antiéticas e fraudulentas de arrecadação de fundos”, o processo dos ex-funcionários mencionava uma mansão de 1.000 pés quadrados em uma comunidade exclusiva de San Diego, e um jato com interior banhado a ouro. Um tribunal de apelações da Califórnia não quis envolver-se no caso, notando o caso de emprego em uma organização religiosa, e que o envolvimento do estado violaria direitos constitucionais. Em 2007, três acusações de apresentação de declarações de impostos falsas foram rejeitadas por um juiz distrital dos Estados Unidos.
Ainda que já tivesse realizado eventos no Brasil, Cerullo ganhou atenção mais ampla pela associação com Silas Malafaia. Entre as polêmicas, os televangelistas foram criticados pelas promessas de bençãos financeiras e pedido de doações.
O MCWE deu início ao Morris Cerullo Legacy and Training Center em San Diego, para treinar evangelistas de todo o mundo. Também abriu um resort com tema religioso e centro de conferências de $ 200 milhões em San Diego.
Dr. Cerullo morreu no dia 11 de julho de 2020 em San Diego, aos 88 anos, de complicações de uma pneumonia. Deixou sua esposa, Theresa, os filhos David e Susan, sete netos e nove bisnetos.

## Ligações Externas
- Morris Cerullo's Blog (em inglês)
- Morris Cerullo World Evangelism (em inglês)
- Legacy International Center (em inglês)
- Morris Cerullo IMDB (em inglês)
- Kragen, Pam (13 de julho de 2020). «Obituary: Morris Cerullo — 1931-2020: Famed televangelist opened Bible-themed attraction in San Diego» (em inglês). The San Diego Union-Tribune. Consultado em 8 de agosto de 2020